# Ужгородський замок
У́жгородський за́мок — фортифікаційна споруда в Ужгороді (Закарпатська область, Україна). Розташований поруч із центром міста, на вулиці Капітульній. Нині використовується як краєзнавчий музей.

## Перші згадки про замок
Відносяться до IX століття. Це була твердиня на одному з горбів над поселенням білих хорватів. На той час замок мав вигляд дерев'яної фортеці, що складалася з дитинця і частоколу. Тоді ця територія була заселена слов'янами — білими хорватами. Тут було князівство, на чолі якого стояв князь Лаборець. Літописець «Геста гунгарорум» зазначає, що Ужгородський замок і вся прилегла територія належала Лаборцю. Коли на князівство напали мадяри, населення стало до боротьби. Про це також пише Руський Літопис Нестора 898 року: «Пришедше от востока (угри) и устремяшеся через горьі великьія, иже прозвашася горьі Угорьскьія, и почисленною й захопила Ужгород, спаливши замок». Князь Лаборець втікав до своєї далекої фортеці — Земплина, але його наздогнали і над річкою Свіржавою повісили. Відтоді народ ту річку назвав Лаборцем — на пам'ять про князя. Але в бою за Ужгород був убитий і вождь мадярів Алмош. Мадярські кочівники поховали його у валі Земплинського городища — фортеці, яку також здобули. Могилу й багато оздоблене золотом поховання Альмоша виявили чехословацькі археологи.
В кінці Х — на початку XI століть, коли рівнинна частина Закарпаття підпала під владу комітату Унг. Це вже була могутня оборонна споруда, про силу якої свідчить той факт, що в 1086 році під час набігу половецької орди під верховодством хана Кутеска, яка прорвалась через Карпатські перевали в Дунайську низовину, Ужгородський замок кочівники взяти не змогли. Історичні документи підтверджують, що кам'яні замки на Закарпатті почали дуже інтенсивно будуватися після татарської навали. І хоч татари відійшли, страх у мадярів залишився і король Бела IV наказав на стратегічно важливих пунктах зміцнити замки.

## Епоха Другетів

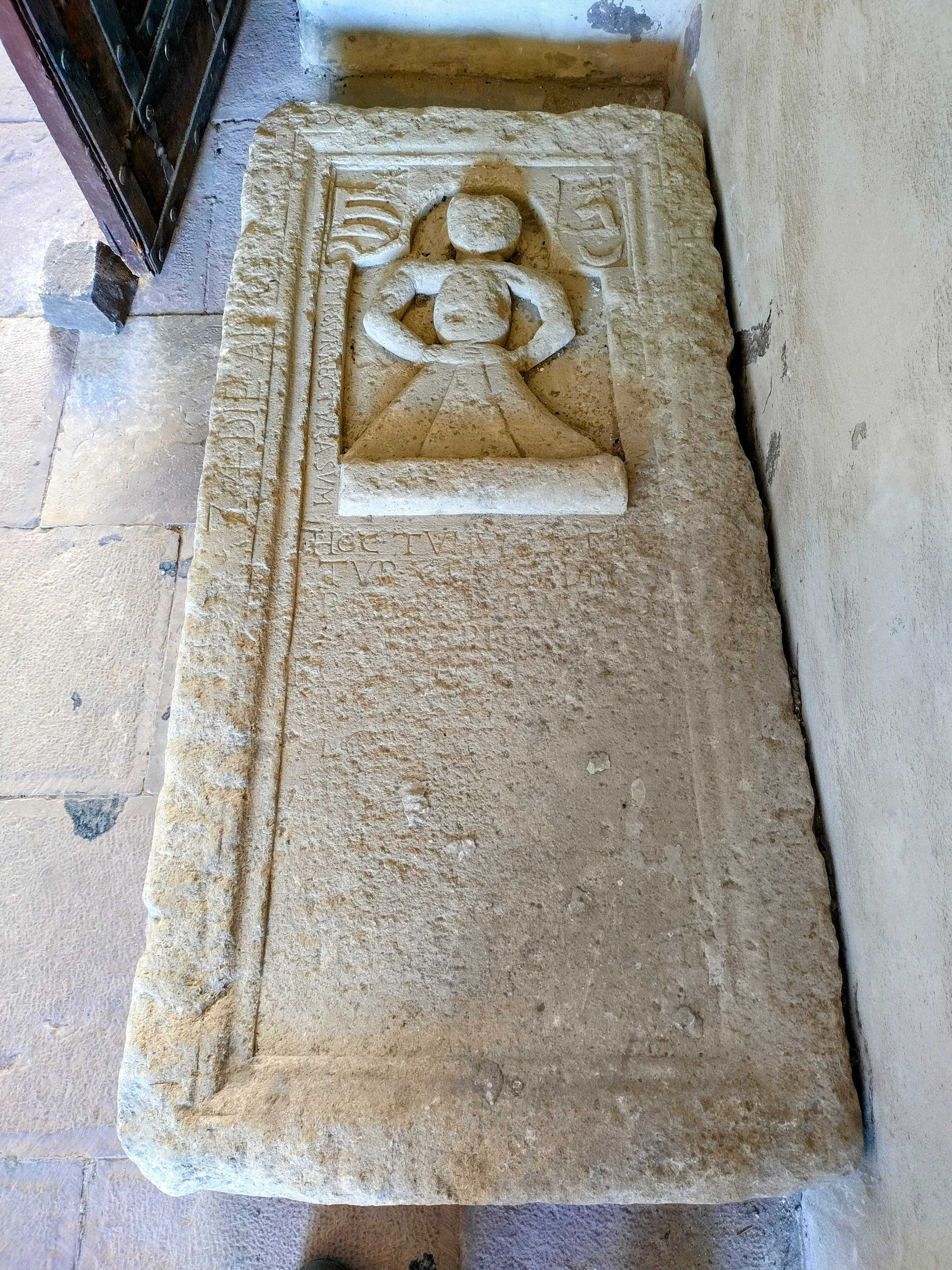
Надгробна плита при вході в замок

У 1312 році, після того, як італійські брати Другети допомогли королю Карлу Роберту з нової династії Анжу придушити повстання наджупана Петра Петені, Карл Роберт подарував братам Ужгородський замок та землі. Вони володіли ним 350 років.

У період, коли замок перебував у володінні роду Другетів (1322–1691), в фортифікаційному мистецтві відбувалися великі зміни, викликані переважно появою нових видів зброї, і в першу чергу зброї вогнепальної. Це все вимагало докорінної реконструкції замку, яка була здійснена в кінці XVI століття з використанням найновітніших досягнень фортифікаційного мистецтва Європи.
В Ужгородському замку за проєктом італійських інженерів було проведено повну реконструкцію з метою посилення його обороноздатності — було вимуровано міцніші стіни на певній відстані від палацу, на кожному розі споруджено ромбоподібний бастіон, висота якого досягає 10—15 м, висунутий за лінію квадрата стін. На майданчиках бастіонів розміщувалися гармати, які тримали під обстрілом підступи до замку. Для посилення міцності бастіонів їхні роги викладені квадратними плитами з білого каменю.
Замок був майже неприступним. Неприступність його особливо підкреслена з північного боку масивною гладдю високих стін, позбавлених навіть бійниць. Стіни побудовані з каменю. Північну частину замку захищав кільоподібний бастіон. У плані замок був неправильним чотирикутником — це зумовлено рельєфом Замкової гори. З трьох боків споруду оточував рів завглибшки 8—10 метрів, через який до в'їзної брами було перекинуто підйомний міст. До наших днів збереглись отвори для ланцюгів, за допомогою яких міст піднімався. Товщина зовнішньої кріпосної стіни досягала від 2,5—3 м до 10-метрової висоти, вона збереглася і дотепер.
За 13 років володіння (на рубежі XVII століття — XVIII століть Ужгородським замком Міклошем Берчені та Крістіною Чакі в замку, побудованому в стилі пізнього Ренесансу (характерному для північної Угорщини) регулярно проводились бали та приймали тут сановитих гостей.

## Замок у визвольній війні 1703—1711 років

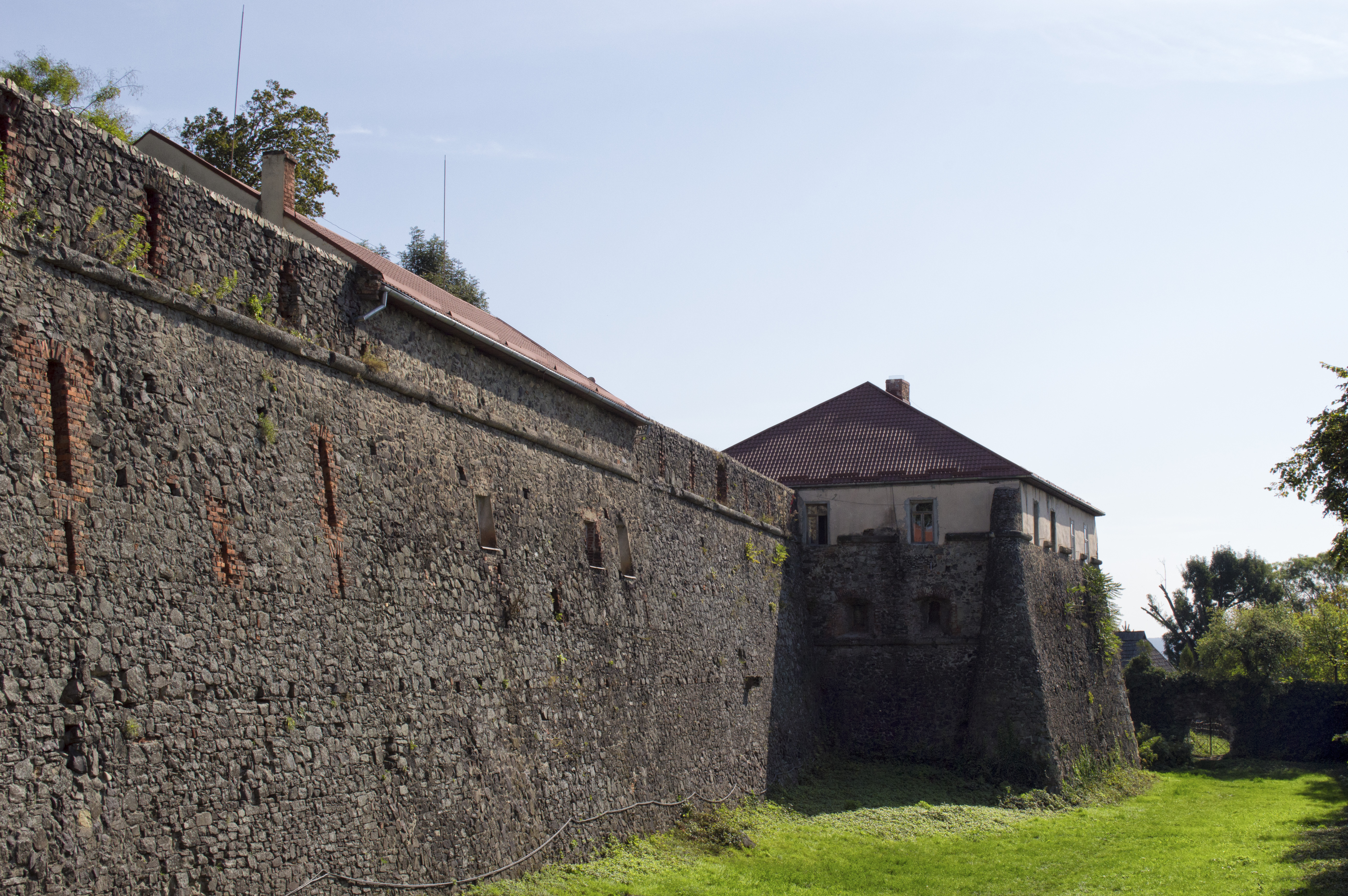
Бастіон Франциска

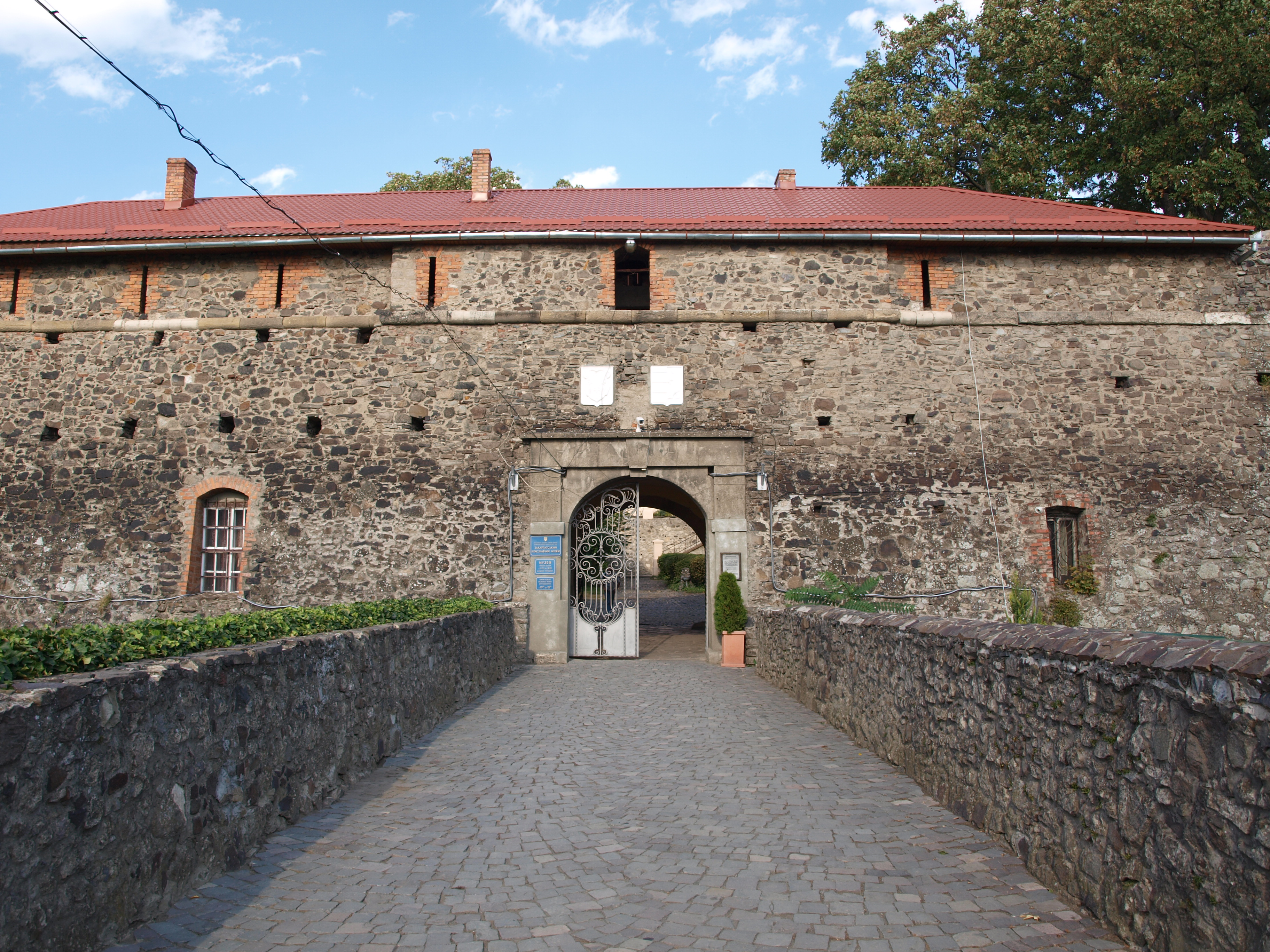
В'їзна брама

Виглядало це так. Місто готувалося до облоги. Нагромадили збіжжя на півроку, сподіваючись, що доти надійде до них допомога. Позганяли з цілої околиці худобу, щоб мати досить м'яса, У замку сховалася і мадярська шляхта — до 300—400 осіб та єзуїти. Восени 1703 року в околиці Ужгорода несподівано з'явилося декілька сот русинських селян. Це викликало паніку в місті. Адже надійшло з гір селянське військо Івана Беци з Виряви. Він захопив село Горяни під Ужгородом і погнав у гори всю худобу шляхти, а потому з кількома сотнями верховинців знову вийшов з лісів. На вулицях Ужгорода велися запеклі бої. Повстанців спочатку витіснили з міста і ті відійшли в Радванку і Горяни. Але незабаром підійшло значне підкріплення з Верховини. Вночі повстанці вдруге напали на місто, захопили його і тісним кільцем оточили замок. В обложеному замку шляхтич Дердь Палоні вів щоденник. У ньому читаємо: «Що за часи настали. Наші піддані й кріпаки повстали проти своїх панів, гонять нас, переслідують, як псів, і хочуть нас голодом замучити. Натовп русинів, одягнених в гуні, спустився з гір, зайняв місто… і, все збільшуючись, оточив кріпость».
Селяни, озброєні косами і сокирами, старими рушницями, здійснили кілька наступів, але були відбиті добре озброєними оборонцями замку. Пробували дістатися драбинами, — а далі привезли багато возів соломи довкола замку, щоб вогнем примусити його до здачі. На початку 1704 року ужгородська фортеця врешті-решт здалася. .

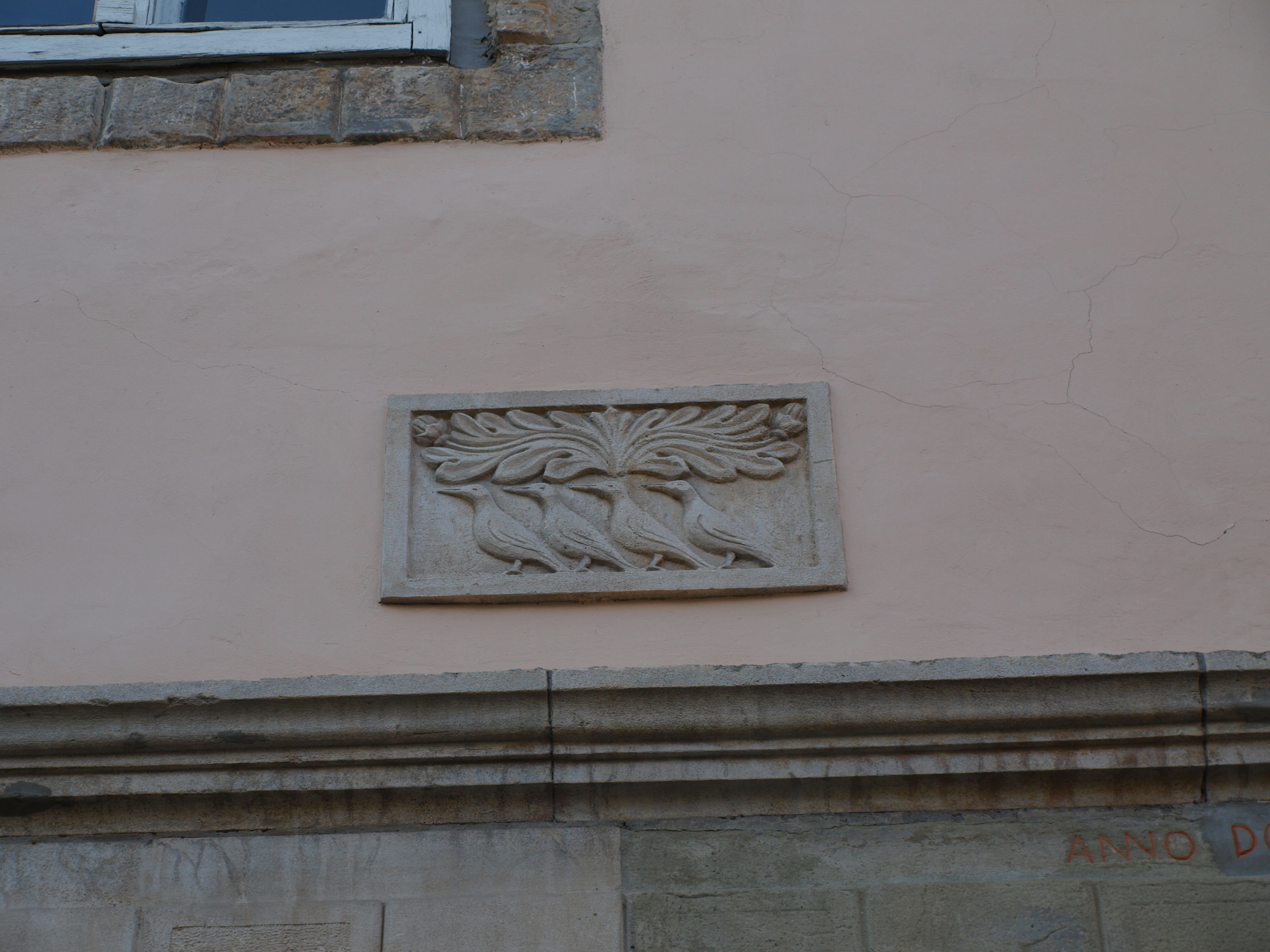
Чотири шпаки - герб Другетів

Головним ватажком русинських селян, що зайняли Ужгородський замок, був Іван Беца з Виряви, а крім нього помітну роль у веденні облоги Ужгородського замку грали селяни з верховинських сіл — Ковачі, Добеї, Герзаничі, Брензовичі, Коссеї та інші. Повстанці занепокоїлись: військо потребувало провіанту. Раніше його постачали з маєтків шляхти. Тепер Ракоці заборонив нищити панські маєтки. Описуючи ці події в своїх мемуарах, Ракоці різко засуджував дії селян і вказував на те, що вони робили це без його вказівки. «Ніколи не дійде до спільної мови з дворянами в боротьбі проти австрійських гнобителів. Селян гнала проти своїх панів глибока ненависть», — писав Ракоці у своєму записнику. Тоді ж видав ряд наказів, якими під загрозою смерті забороняв своїм військовим частинам нападати на феодалів або їх переслідувати. За непослух дав розстріляти одного з керівників повстання — Альберта Кіша з Баркасова.
У 1707 році замок урочисто зустрічав послів Петра I на переговорах із представниками Ференца II Ракоці. Після поразки повстання у 1711 році Ужгородський замок перейшов у розпорядження австрійської корони. Саме в цей час із нього до Відня вивезено всі матеріальні цінності: картини, меблі, колекцію дорогоцінного посуду, зброю. Австрійська імператриця Марія-Терезія у 1775 році передала замок Мукачівській греко-католицькій єпархії, аби там створити богословську академію, тоді ж була проведена незначна перебудова замку і знищена лицарська зала.

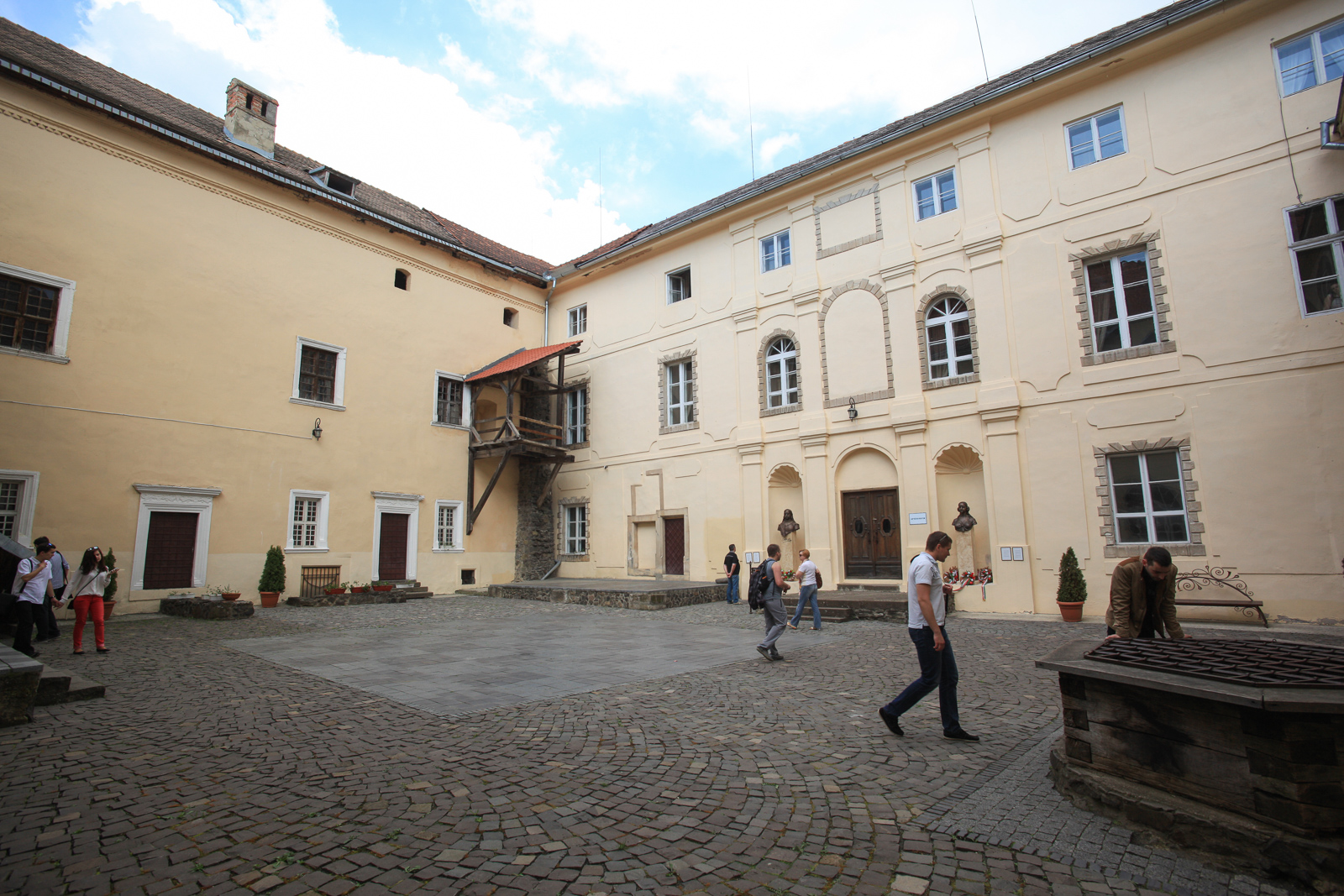
Внутрішній двір палацу

### Палацова будівля

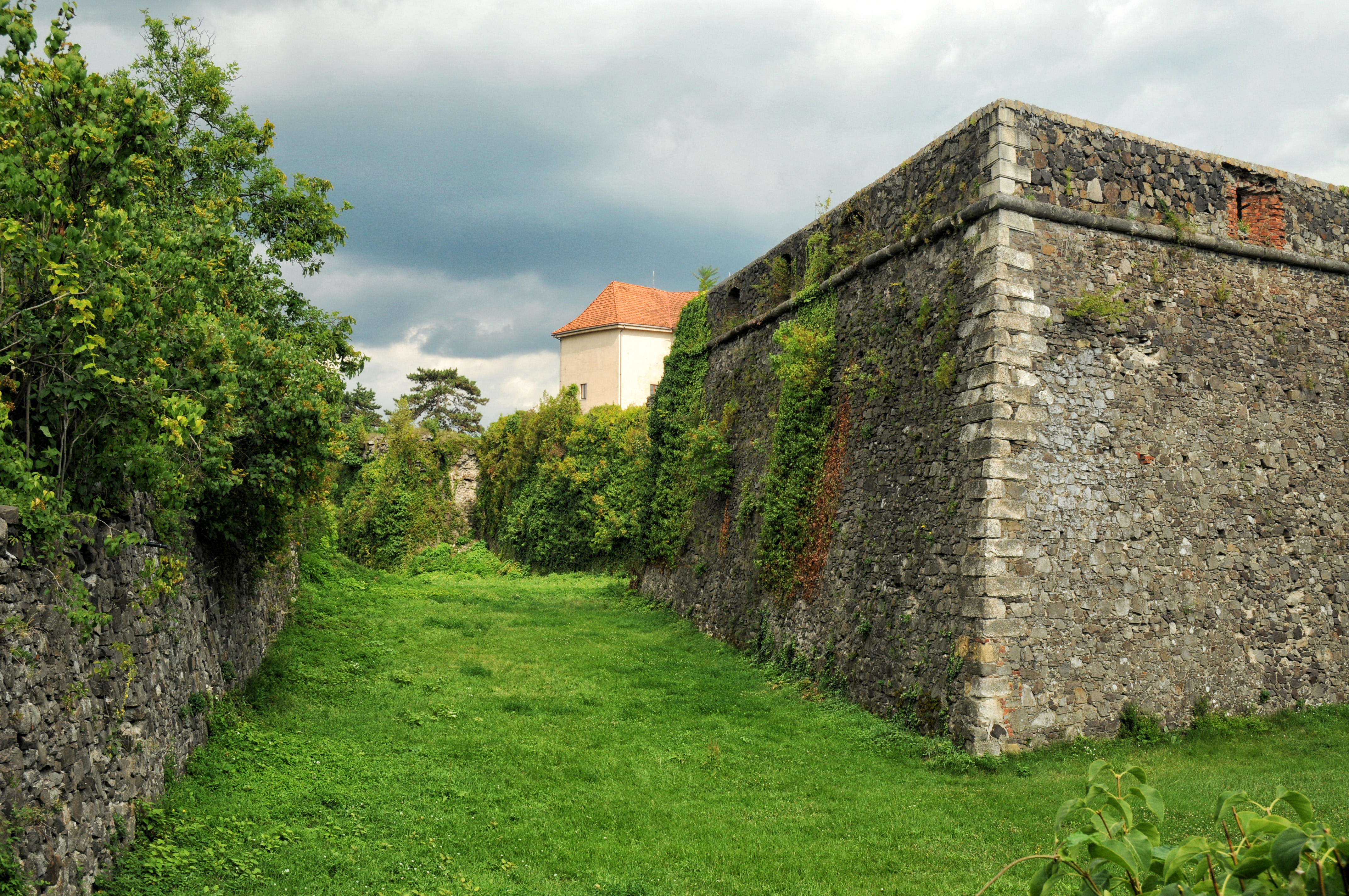
Мури замку

Палац розташований навпроти головних в'їзних воріт, у північно-східній частині Замкової гори, на краю обривистого схилу. Він являє собою сувору двоповерхову споруду прямокутної форми, на кожному розі якої є квадратна вежа. На верхньому поверсі веж, товщина стін яких сягає 2,5—3 м, видно темні отвори бійниць. У фортифікаційній системі замку палац, він же і цитадель, займав домінуюче положення. У випадку проникнення ворога у двір замку, захисники його могли успішно продовжувати оборону з палацу, в якого була добре продумана система оборони — з трьох сторін палац був оточений глибоким ровом, через який у східній частині був перекинутий підйомний міст, котрий у разі підйому закривав отвір
воріт. При спорудженні замкового палацу будівельники врахували рельєф місцевості, якому в фортифікаційній системі палацу відводилась важлива роль — сам палац є ніби продовженням схилу Замкової гори, на якому він стоїть. Північна частина палацу зведена прямо над прірвою, схил настільки стрімкий, що ворог ні разу не пробував штурмувати замок з північного боку. В замковому палаці є просторі підземні каземати, які в мирний час служили коморами, а під час облоги замку — сховом. У підземеллі була також в'язниця та камера катувань.

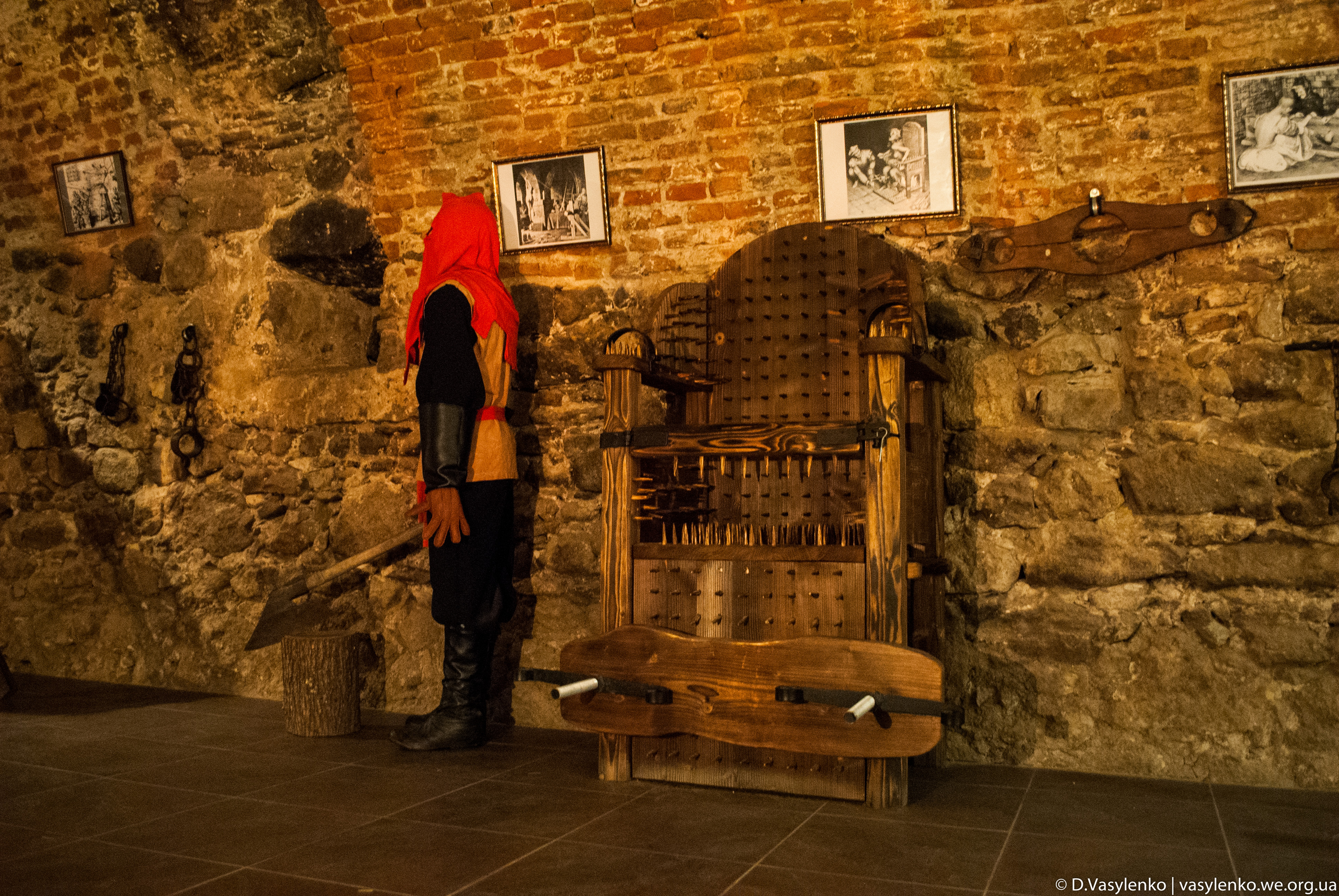
Частина експозиції музею

### Церква на подвір'ї

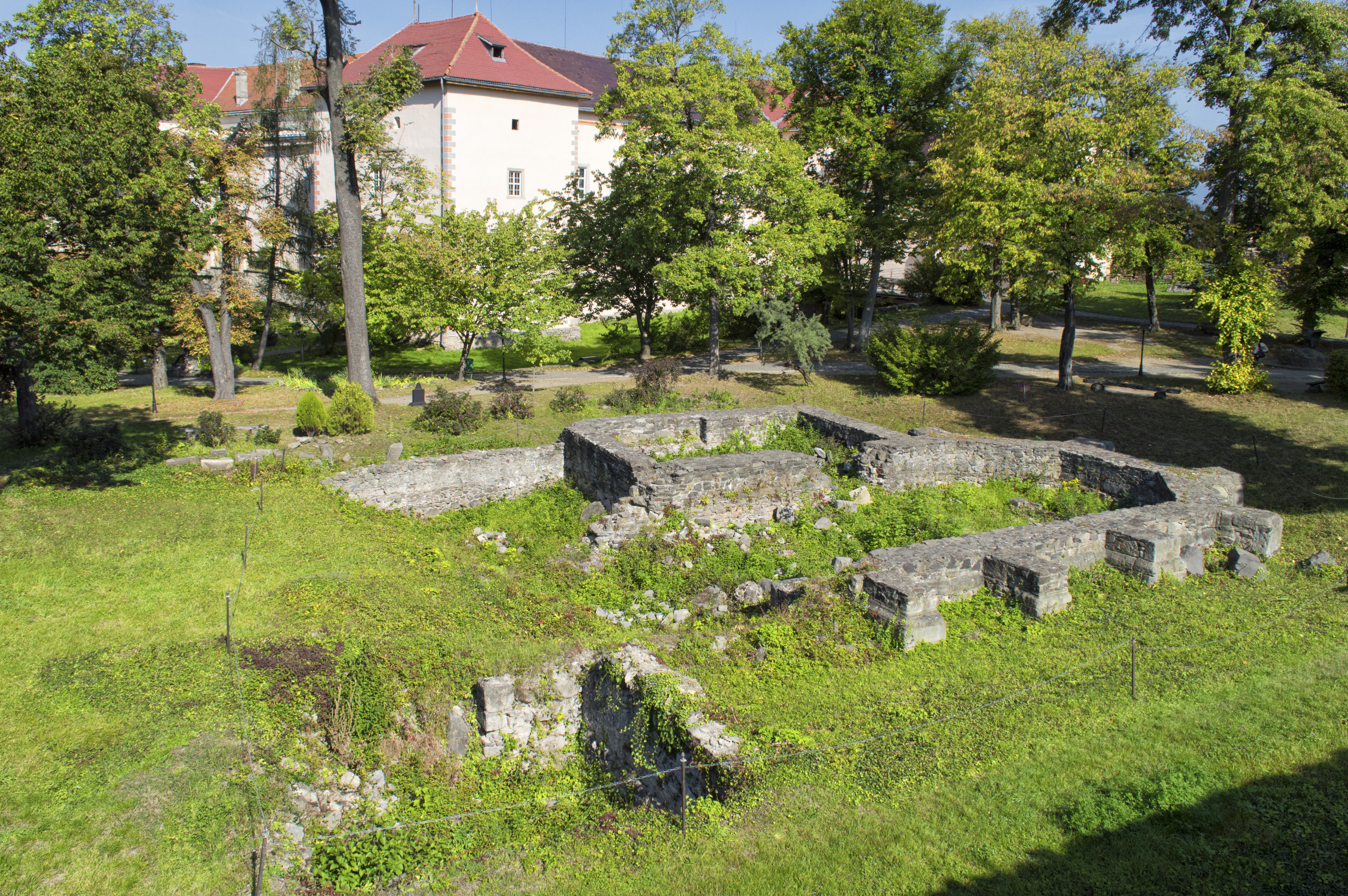
Підмурки церкви Святого Юрія

У XIII столітті була збудована замкова церква. Вона була давно зруйнована, а про її наявність лише здогадувались. При дослідженні знайдено письмову згадку про церкву Св. Юрія від 1248 р. Підмурки зруйнованого храму відкриті під час археологічних розкопок. Залишки законсервовані та музеєфіковані. Про повне відтворення храму поки що не йдеться.
У церкві 24 квітня 1646 року була укладена Ужгородська унія — акт церковного об'єднання з Римом 63 закарпатських священиків Мукачевської православної єпархії.

### Скульптури на подвір'ї
До замкового двору перевезено бронзового птаха. Це турул — міфічний птах стародавніх угрів. За переказами, турул колись приніс шаблю ватажку національного повстання проти австрійського поневолення — Ференцу Ракоці. І той отримав перемогу над ворогами. Птах дістався музею вже без шаблі і постаменту.
До замкового подвір'я перенесено також залишки бронзового фонтану. Колись він стояв у селі Ужок на території санаторію за часів СРСР. Це бронзова копія «Відпочиваючого Гермеса»(давньогрецький скульптор Лісіпп. Римляни ототожнювали Гермеса з Меркурієм). Скульптура втратила руки і потребує реставрації.

У внутрішньому дворику замку взимку 2012 року було встановлено бюст графу Міклошу Берчені, а 8 листопада 2013 року — його дружині графині Крістіні Чакі за кошти Генерального консульства Угорщини в Ужгороді. Родина 13 років володіла замком.

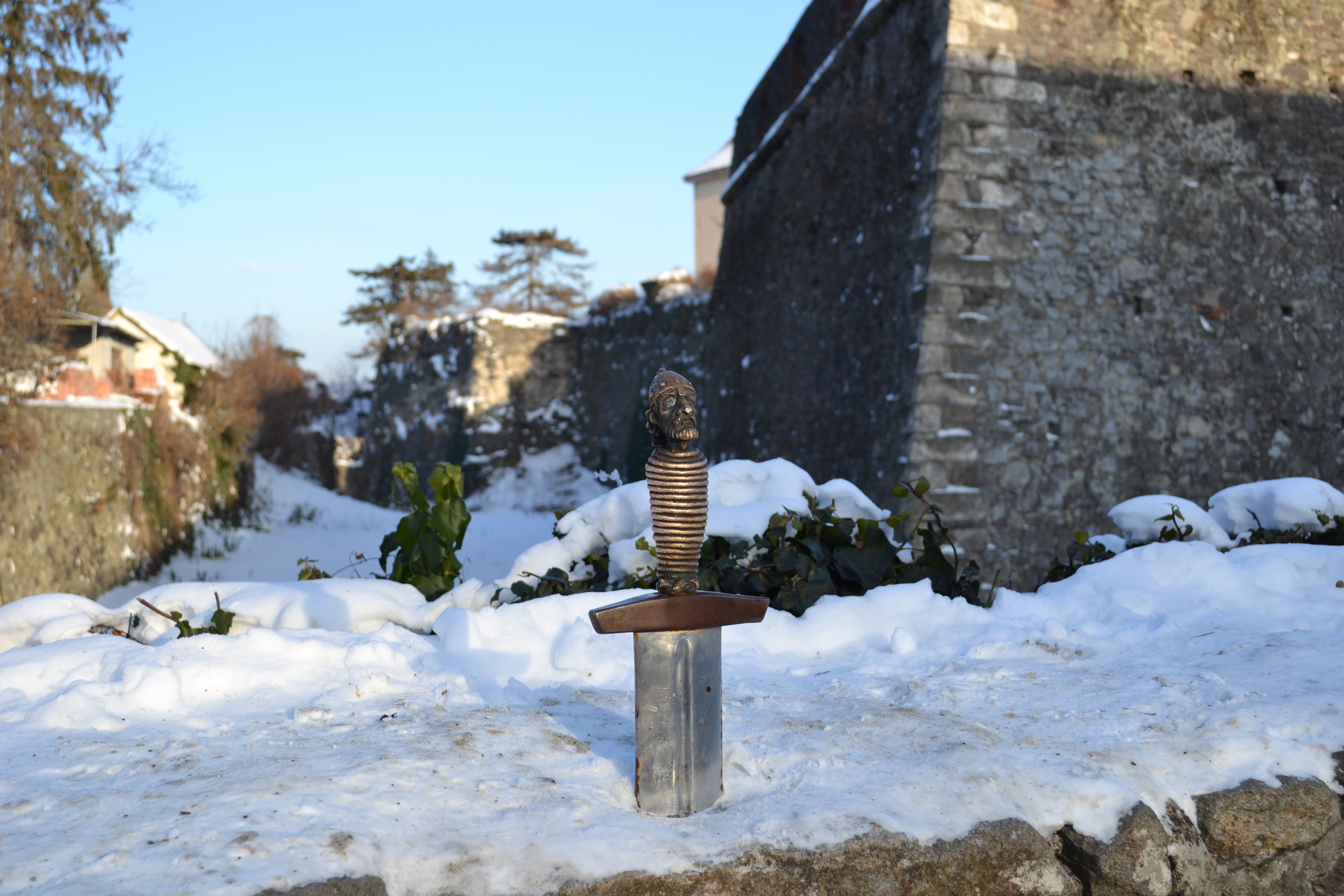
Меч Лаборець
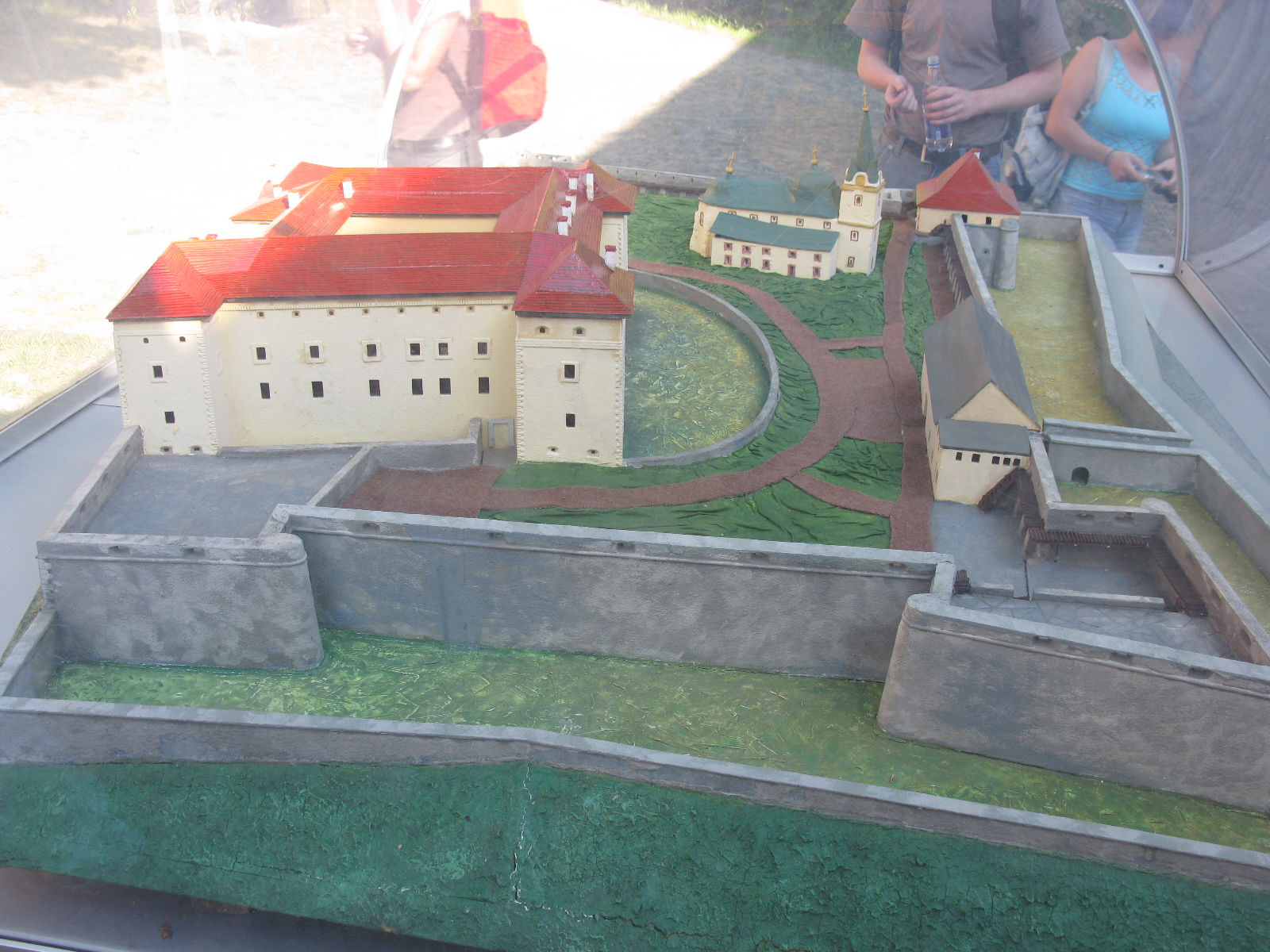
Макет замкового подвір'я
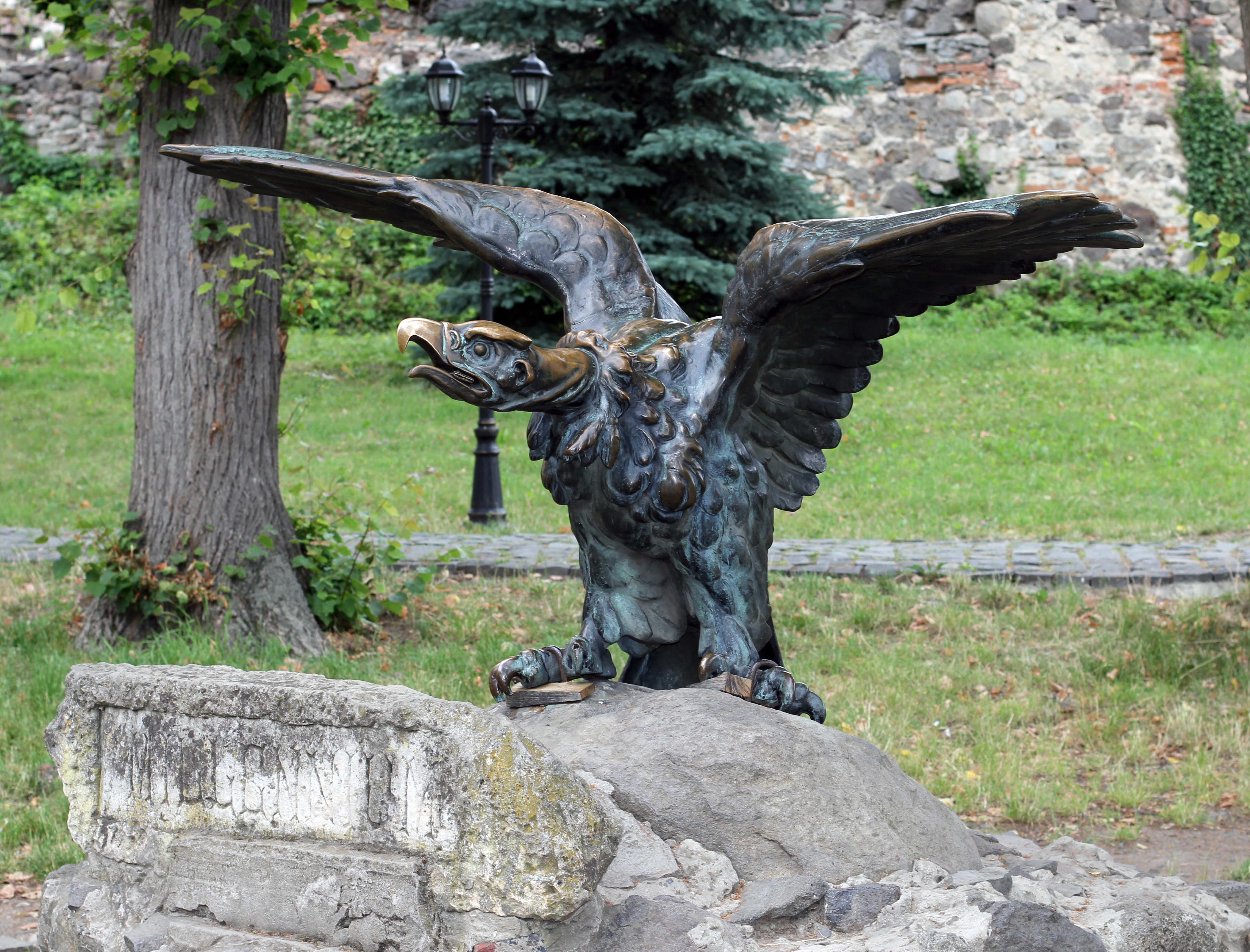
Турул
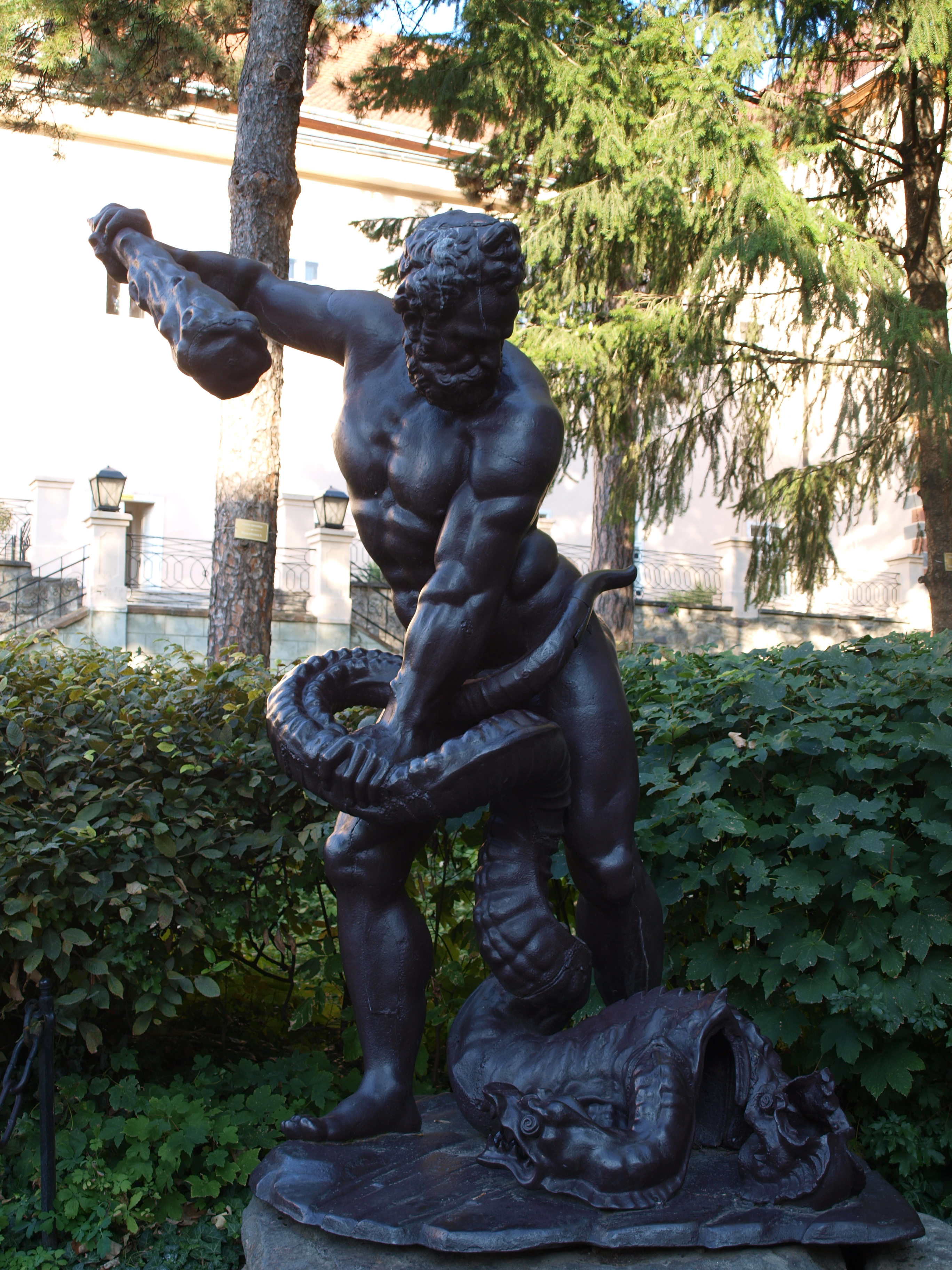
Геракл
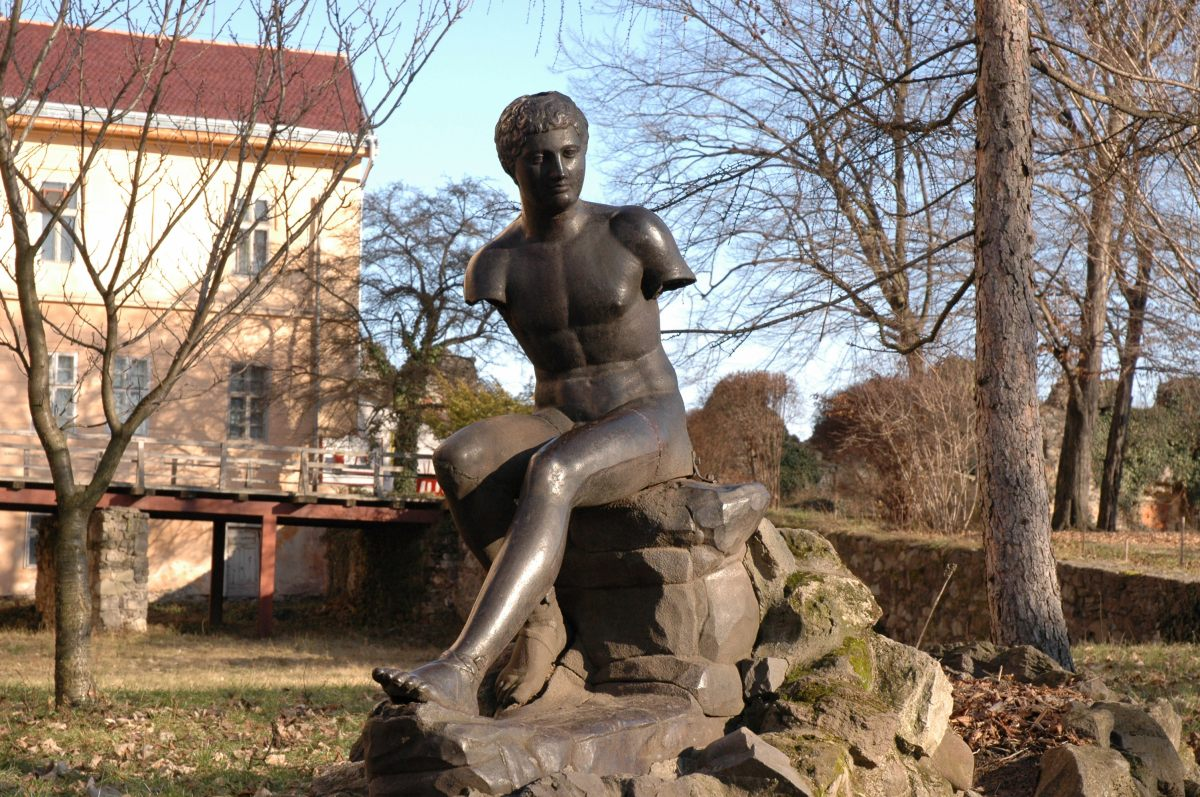
Відпочиваючий Гермес

## Сучасний стан
Від 1947 року замок використовується як краєзнавчий музей.
Пам'ятка архітектури залишається одним з найвідвідуваніших туристичних об'єктів Ужгорода й України. У 2009 році, Ужгородський замок посів II місце у конкурсі «7 чудес Закарпаття».

## Легенди
Про Ужгородський замок є три легенди, проте вони є варіаціями однієї історії:

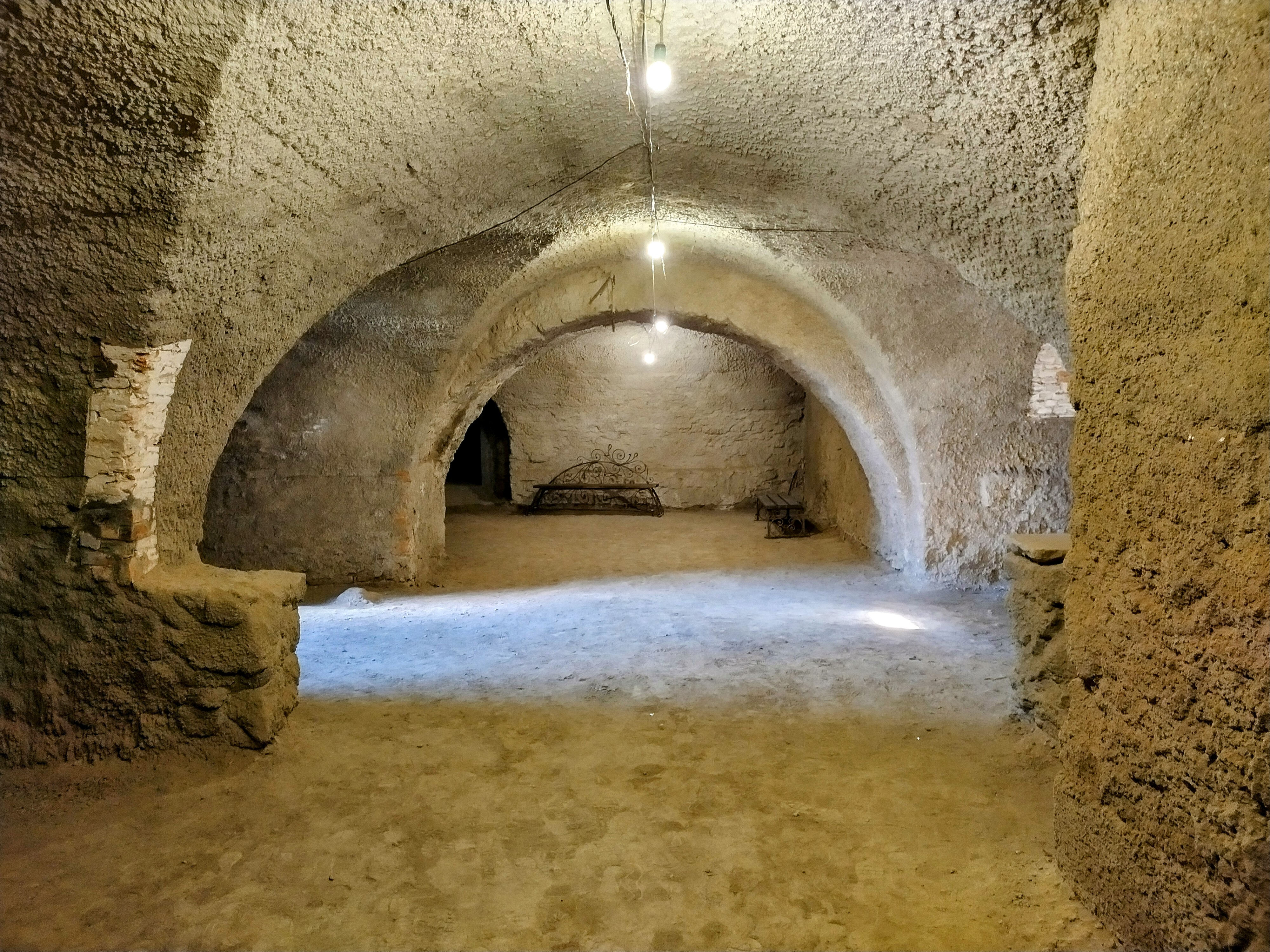
Підземелля

Перша легенда про Ужгородський замок переносить нас у XVII ст., коли ним володів граф Другет. У нього була дочка. Один з сусідніх воєвод вирішив захопити Ужгородський замок і щоб дізнатися, як це зробити, переодягнувся незнайомцем. Приїхавши в Ужгород він випадково познайомився з дочкою Другета. Вони покохали одне одного, і дівчина розповіла всі таємниці замку, в тому числі і про потаємний хід, про який знали тільки в її родині. Довідавшись про це, батько наказав живцем замурувати дочку в стіні замку, а воєводу — стратити. З того часу опівночі в замку з'являється привид дівчини (так звана Біла Діва), яка шукає свого коханого, а з першими півнями зникає.

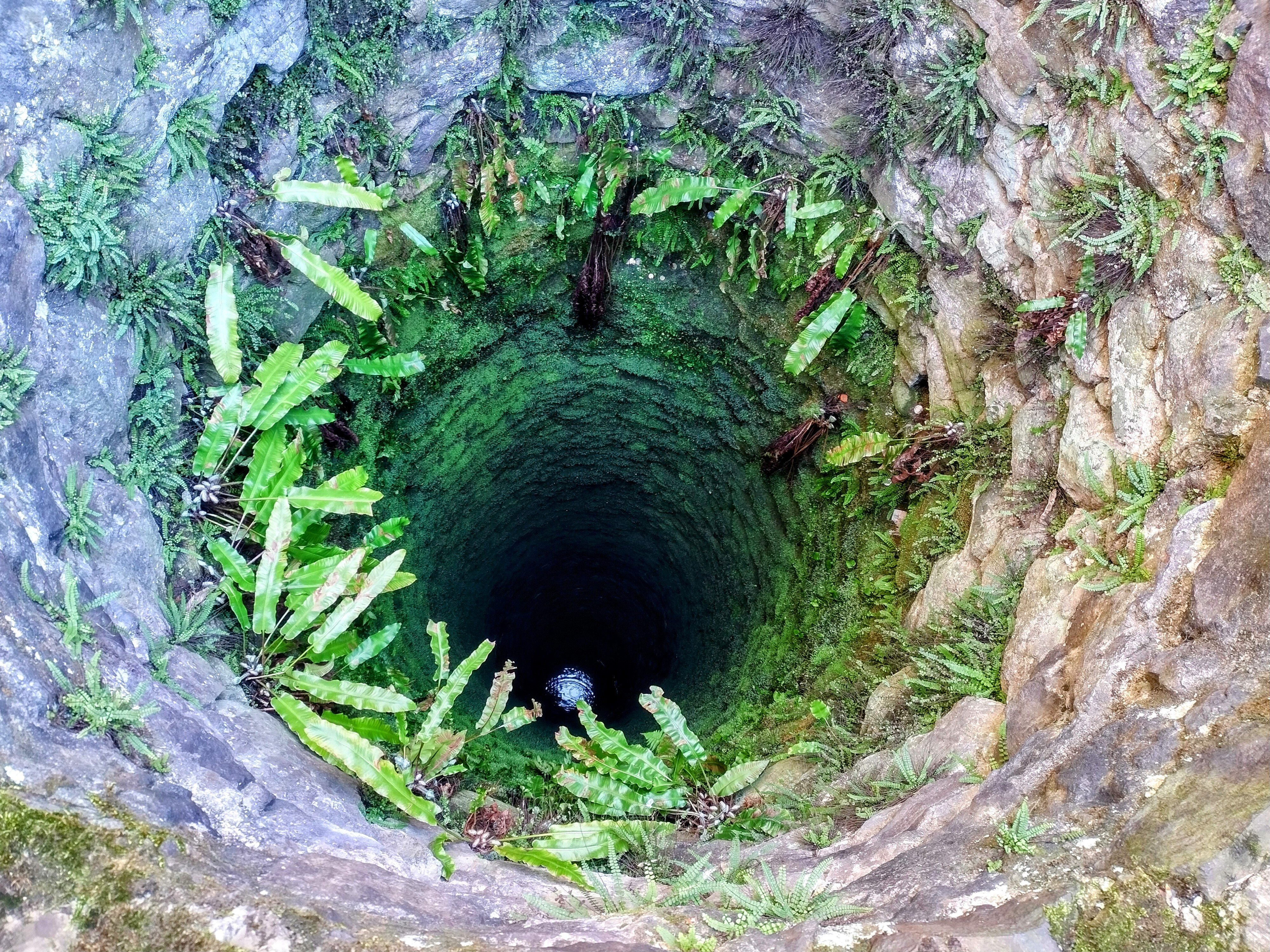
Середньовічний колодязь

Друга легенда також про потаємний хід, але замість воєводи дівчина покохала слугу батька. Волею долі він опинився в таборі повсталих проти господаря. Не в змозі перенести розлуку його кохана, нехтуючи небезпекою, повідомила його, де вони увечері зустрінуться — біля самотнього дуба, що ріс посеред галявини неподалік від Ужгородського замку, до якого вів потаємний хід. Та батько дізнався про це, і хлопець замість своєї коханої, яку він чекав із нетерпінням, побачив перед собою трьох відданих своєму панові слуг, яким вдалося вислідити дівчину, коли вона пробиралася на зустріч з коханим. У замку, на очах у дівчини, його стратили, а нещасну живою замурували в замкову стіну. З тих часів привид дівчини кожної ночі шукає свого коханого.
Третя легенда розповідає про бідного селянина-коваля Катка, який був закоханий у доньку воєводи Другета. Про можливість весілля не могло бути й мови. Почувши таку відповідь від доньки воєводи, коваль лишив своє майно та став жити у лісі неподалік фортеці. Невдовзі воєвода стратив доньку через розкриття таємниці ворогу.
Далі історія розходиться: Згідно першої, селянин повернувсь до села та допоміг облаштувати колодязь у замку. Після чого закінчив життя самогубством і перед цим пообіцяв, що колодязь буде виконувати усі мрії закоханих.
Згідно другої, селянин після страти доньки був проклятий воєводою, тому втратив людську подобу й став вовкулаком. І тепер зимою високосного року на повний місяць можна почути виття вовка в передмісті замку.